# Cudowny Medalik

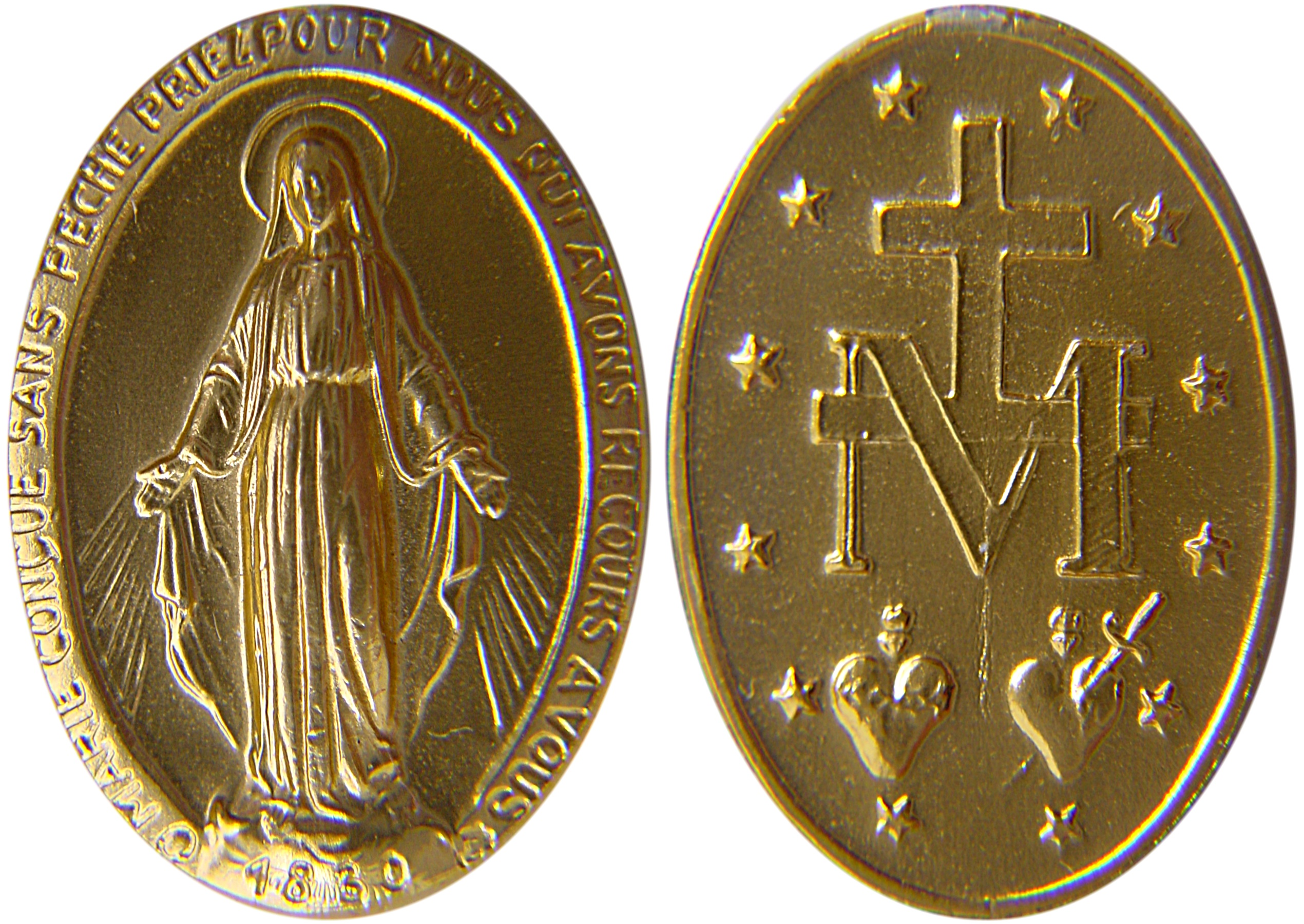
Awers i rewers medalu

Cudowny Medalik, znany też jako Medalik Niepokalanego Poczęcia – medalik zapoczątkowany przez św. Katarzynę Labouré (właśc. Zoe Labouré, 1806–1876) ze Zgromadzenia Sióstr Miłosierdzia Św. Wincentego a Paulo (szarytek) we Francji, po zaakceptowanym przez Kościół prywatnym objawieniu Najświętszej Maryi Panny w Paryżu przy ulicy Rue du Bac 140 w 1830.
Wielu katolików na całym świecie (i niektórzy niekatolicy) nosi Cudowny Medalik. Według słów Najświętszej Maryi Panny wypowiedzianych do Katarzyny Labouré podczas objawienia z dnia 27 listopada 1830, ci którzy noszą Cudowny Medalik dostąpią wielkich łask, szczególnie jeśli go będą nosili na szyi. Tych, którzy we mnie ufają, wieloma łaskami obdarzę.
Wspomnienie Najświętszej Maryi Panny od Cudownego Medalika obchodzone jest w Kościele katolickim 27 listopada. Ustanowił je papież Leon XIII dekretem z 23 lipca 1894 r.

## Objawienie
Według słów św. Katarzyny Labouré, wówczas jeszcze nowicjuszki Zgromadzenia Sióstr Miłosierdzia Św. Wincentego a Paulo, w nocy z dnia 18 lipca 1830, obudziła się ona słysząc głos dziecka (miał to być jej Anioł Stróż) wołający ją do kaplicy sióstr szarytek znajdującej się przy ulicy Rue du Bac 140 w Paryżu, gdzie Najświętsza Maryja Panna miała powiedzieć do niej: Bóg chce powierzyć ci misję. Będą ci zaprzeczać, ale nie bój się, otrzymasz łaskę do wykonania tego co jest konieczne. Początkowo św. Katarzyna sądziła, że widzi św. Annę, matkę Najświętszej Maryi Panny, a babcię Pana Jezusa, gdyż jej wygląd różnił się diametralnie od wyobrażeń jakie miała o Najświętszej Dziewicy. Dopiero trzykrotne zapewnienie jej Anioła Stróża: To jest Najświętsza Panna, utwierdziły św. Katarzynę w przekonaniu, że miała rozmawiać z Królową Nieba.
W dniu 27 listopada 1830 św. Katarzyna Labouré miała mieć kolejną wizję Najświętszej Dziewicy, która ukazała się jej w pełnym blasku podczas medytacji wieczornej:

Dnia 27 listopada, w sobotę przed pierwszą niedzielą adwentu, gdym odprawiała wieczorem wśród głębokiej ciszy rozmyślanie, zdawało mi się, że słyszę jakby szelest sukni jedwabnej, od prawej strony sanktuarium mnie dochodzący i ujrzałam Najświętszą Dziewicę obok obrazu św. Józefa; była wzrostu średniego, a tak nadzwyczajnej piękności, że jej opisać niepodobna.

Według słów św. Katarzyny Labouré, Najświętsza Maryja Panna miała być otoczona czymś w rodzaju owalnej ramki i stała na białej półkuli na której znajdował się zielony wąż w żółte plamki. Na palcach Maryi były kosztowne pierścienie, wysadzane drogocennymi kamieniami, nieziemsko pięknymi, po 3 na każdym palcu, w sumie 30 pierścieni. Każdy z tych pierścieni był inny, jedne były bardziej błyszczące, inne mniej. Z pierścieni tych wychodziły promienie symbolizujące Boże łaski. Pierścienie mniej błyszczące symbolizowały łaski o które proszą dusze bez ufności, albo o które nikt nie prosi. Największe pierścienie były u nasady palców Najświętszej Panny, średnie pośrodku, a najmniejsze przy końcach palców, jedne piękniejsze od drugich. Św. Katarzyna Labouré określiła wiek Niepokalanej Dziewicy na 40 lat:

W postawie stojącej, odziana była w czerwonawo połyskującą białą szatę, taką jaką zwykle noszą dziewice, tj. zapiętą u szyi i mającą wąskie rękawy. Głowę Jej okrywał biały welon, spadający aż do stóp po obu stronach. Czoło Jej zdobiła obszyta drobną koronką opaska, ściśle do włosów przylegająca. Twarz miała dosyć odsłoniętą, pod nogami zaś jej była kula, a raczej pół kuli, bo widziałam tylko jej połowę. Ręce Jej, aż do pasa podniesione, trzymały lekko drugą kulę, oczy wzniosła ku niebu składając jakby w ofierze cały wszechświat Panu Bogu, twarz jej coraz więcej jasnością promieniała. Nagle zjawiły się na Jej palcach kosztowne pierścienie wysadzane drogimi kamieniami, z tych wychodziły na wszystkie strony jasne promienie, które Ją taką jasnością otoczyły, że twarz Jej i szata stały się niewidzialne. Drogie kamienie były różnej wielkości, promienie z nich wychodzące stosunkowo więcej albo mniej jaśniejące.

Według Katarzyny Labouré, kula, którą na początku wizji Cudownego Medalika Najświętsza Maryja Panna trzyma w swych dłoniach, przedstawia cały świat, szczególnie Francję i każdą osobę w szczególności. Promienie wychodzące z drogocennych kamieni znajdujących się w pierścieniach na palcach Niepokalanej Dziewicy, miały symbolizować łaski Boże. Jedne promienie są intensywniejsze, inne mniej intensywne w zależności od stopnia ufności z jaką proszą o nie modlący się wierni. Św. Katarzyna twierdzi, że Najświętsza Maryja Panna miała rzec do niej:

Promienie, które widzisz spływające z mych dłoni, są symbolem łask, jakie zlewam na tych, którzy mnie o nie proszą.

Następnie kula, którą Najświętsza Panna trzymała w swych dłoniach zniknęła, a Maryję, która miała teraz ręce zwrócone ku ziemi, otoczył owalny pas, a na nim znajdował się napis w języku francuskim, ułożony ze złotych liter: O Maryjo bez grzechu poczęta, módl się za nami, którzy się do Ciebie uciekamy. Maryja rzekła do św. Katarzyny Laboure: 

Postaraj się o wybicie medalika według tego wzoru: wszyscy, którzy go będą nosili, dostąpią wielkich łask, szczególnie jeśli go będą nosili na szyi. Tych, którzy we mnie ufają, wieloma łaskami obdarzę.

Dalej siostra Katarzyna relacjonuje: 

W tej chwili zdawało mi się, że obraz się obraca. Potem ujrzałam na drugiej stronie literę M z wyrastającym ze środka krzyżem, a poniżej monogramu Najświętszej Maryi Panny – Serce Jezusa otoczone cierniową koroną i Serce Maryi przeszyte mieczem.

Wizja miała powtórzyć się 3 razy i za każdym razem Katarzyna zwierzała się z niego swemu kierownikowi duchowemu ks. Jean Marie Aladel (1800–1865). Ten jednakże, obawiając się złudzenia, zwlekał z wybiciem Medalika, a nawet zabronił jej o tym myśleć. W końcu zdecydował się przedstawić całą sprawę paryskiemu arcybiskupowi Hyacinthe-Louis de Quélen (1778–1839) i gdy ten okazał się przychylny, przystąpiono do wybijania Medalików Najświętszej Maryi Panny Niepokalanej. Pierwszy taki medalik wybito w 1832. Początkowo medaliki te nazywano Medalikami Niepokalanego Poczęcia.

## Nazwa
Pierwotna nazwa medalika to Medalik Niepokalanego Poczęcia Najświętszej Maryi Panny. Ze względu na liczne uzdrowienia, nawrócenia i inne łaski otrzymane, jak uważano, za pośrednictwem Najświętszej Maryi Panny przez osoby noszące ten medalik, zaczął on być nieoficjalnie nazywany Cudownym Medalikiem przez wiernych. Nazwa Cudowny Medalik została oficjalnie zatwierdzona przez Stolicę Apostolską w 1838.

## Wygląd medalika
- Awers medalika przedstawia postać Maryi Panny, z której rozłożonych rąk rozchodzą się promienie światła. Podstawą stóp jest półkula, na której widać węża, którego depcze. Wokół postaci Maryi widnieje tekst krótkiej modlitwy: O Maryjo bez grzechu poczęta módl się za nami, którzy się do Ciebie uciekamy.
- Rewers medalika zawiera zestawienie dwóch serc: Najświętsze Serce Jezusa otoczone koroną cierniową i Niepokalane Serce Maryi przebite mieczem. Powyżej inicjał Maryi – litera M, a nad nią krzyż. Dodatkowo na obwodzie umieszczono 12 gwiazd.

## Symbolika i wymowa teologiczna

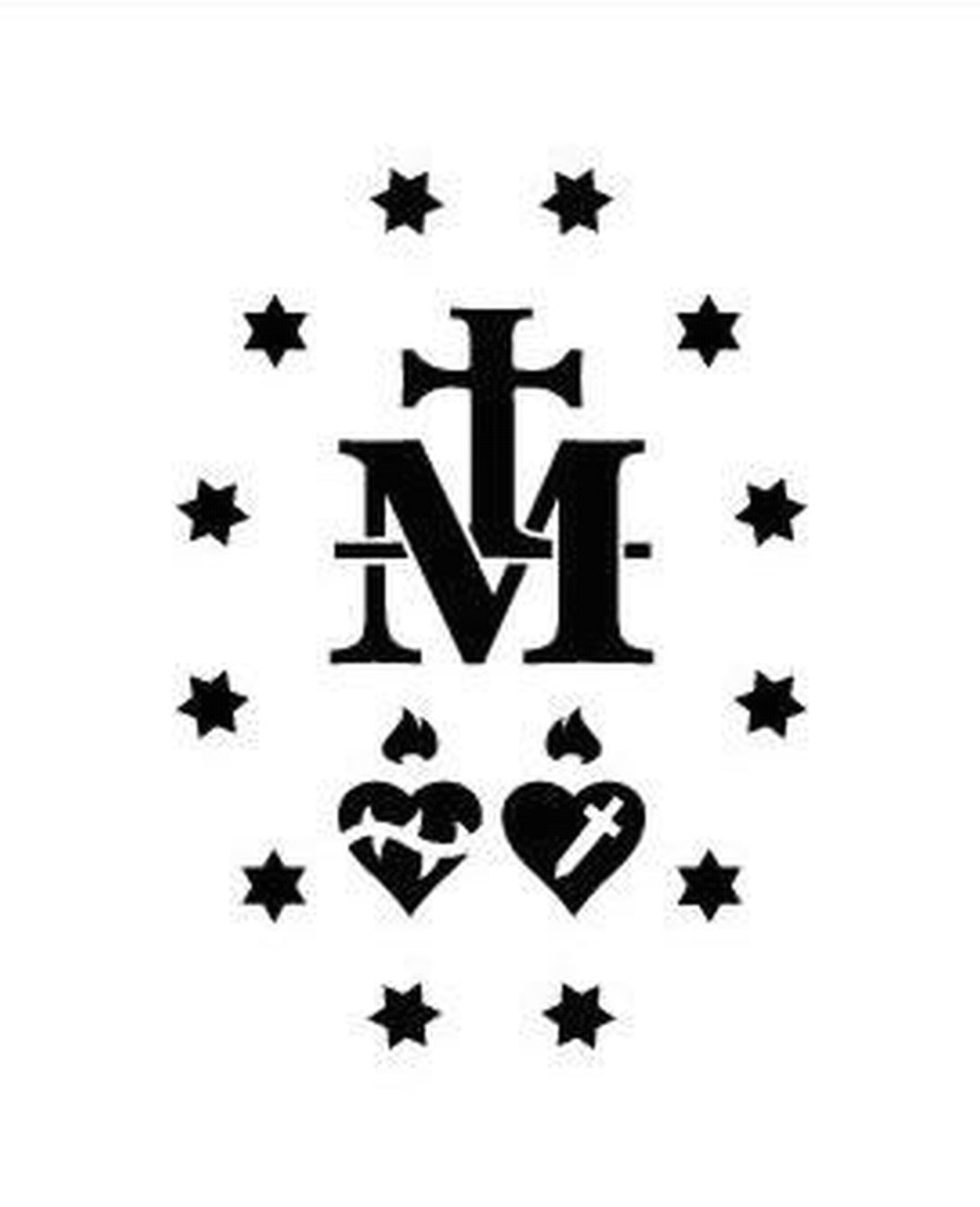
Symbole umieszczane na rewersie Cudownego Medalika (na oryginale gwiazdy są pięcioramienne).

- Postać Maryi z welonem to wizerunek dziewicy, według określenia św. Katarzyny. Początkowo Maryja ukazała się ze złotą kulą w rękach, zwieńczoną krzyżykiem. Przedmiot ten najczęściej interpretuje się jako symbol całego świata i ludzkości, ale także Francji, ojczyzny św. Katarzyny Laboure i każdego, poszczególnego człowieka.
- Na medaliku uwidoczniona jest Maryja z rękoma rozłożonymi. Palce Maryi są ozdobione pierścieniami z których rozchodzą się promienie, oznaczające obfite łaski udzielane osobom, które o nie proszą. Niektóre pierścienie pozbawione promieni odnoszą się do łask, o które nikt nie prosi.
- W czasach objawień paryskich żywe były dyskusje teologiczne na temat Niepokalanego Poczęcia Maryi. Prawda ta bardzo wyraźnie została odzwierciedlona w napisie, jaki miał ukazać się na medaliku. Znak Cudownego Medalika miał istotny wpływ na ogłoszenie dogmatu o Niepokalanym Poczęciu Maryi, chociaż doktryna o Niepokalanym Poczęciu Maryi w teologii katolickiej obecna była już od wieków.
- Rewers medalika nie zawiera wizerunków żadnych osób. Jego znaczenie i wymowa jest oparta wyłącznie na symbolach. Centralne miejsce zajmuje inicjał imienia Maryi czyli litera M. Maryja w objawieniu przedstawia się jako Matka Jezusa i odkupionej ludzkości. Symbolicznie przywołany jest tu dramat Kalwarii, gdy Boża Rodzicielka cierpiała, stojąc pod krzyżem. Obecność krzyża na rewersie medalika podkreśla ścisły związek podstawowych prawd Chrześcijaństwa: wcielenia i odkupienia. Obraz serc Jezusa i Maryi ukazuje ich miłość, nad którą nie ma większej.
- W perspektywie biblijnej serce Maryi przebite mieczem nawiązuje do proroctwa Symeona z ofiarowania Jezusa w świątyni (Łk 2,35). Krzyż górujący nad literą M może odnosić się właśnie do biblijnej sceny ukrzyżowania, gdy Maryja wiernie trwała przy swoim Synu (J 19, 25-27).
- Zestawienie dwóch serc może oznaczać ideę Maryi Współodkupicielki.
- Stopy Maryi miażdżą głowę zielonego węża w żółte plamki znajdującego się na białej półkuli. Wąż – symbol najgorszego rodzaju demonów). Pokonany wąż oznacza definitywne zwycięstwo Mesjasza-Chrystusa nad mocami szatana-diabła, w którym będzie miała swój udział Maryja-Niepokalane Poczęcie.
- W krótkim wezwaniu modlitewnym na Medaliku O Maryjo... został ukazany Maryjny przywilej Niepokalanego Poczęcia, którego odbicie znajduje się również w innym szczególe obrazu. Niepokalana kruszy głowę węża, pokonuje szatana, on nigdy nie miał, nie ma i nigdy mieć nie będzie do niej dostępu. Nie może skalać grzechem jej czystości i świętości utrwalonej przywilejem Niepokalanego Poczęcia jakim cieszyła się od początku swojego zaistnienia.
- Dwanaście gwiazd z Medalika może odnosić się do Apokaliptycznej Niewiasty (Ap 12,1), do tajemnicy i dogmatu Wniebowzięcia Maryi lub do symbolu Kościoła zbudowanego na 12 apostołach, który jest oblubienicą Baranka. (Nigdzie w objawieniach danych św. Katarzynie, nie było mowy o 12 gwiazdach – pięcioramienne gwiazdy z własnej inicjatywy dodał jubiler Adrien-Jean-Maximilien Vachette (1753–1839), odpowiedzialny za projekt i produkcję pierwszej partii medalików. Prawdopodobnie dokonał tego na skutek utrwalonej już od bardzo dawna w sztuce religijnej tradycji przedstawiania Maryi Niepokalanej z 12 gwiazdami wokół głowy).
- Wszechpośrednictwo Maryi podkreślają na awersie ręce z których obficie płyną łaski symbolizowane przez promienie światła.
- Maryja jawi się jako zwycięska królowa, panująca nad światem i nad każdą ludzką duszą.

## Św. Maksymilian Maria Kolbe i Cudowny Medalik
Gorącym propagatorem Cudownego Medalika był św. Maksymilian Maria Kolbe – kapłan, franciszkanin konwentualny i męczennik, założyciel Stowarzyszenia Rycerstwo Niepokalanej (pierwotnie Milicja Niepokalanej). Rozpowszechniał on ten medalik wśród katolików i wśród niewierzących. Św. Maksymilian tak pisał na temat Cudownego Medalika:

Jej medalik rozdawać, gdzie się tylko da: i dzieciom, by zawsze go na szyi nosiły i starszym, i młodzieży zwłaszcza, by pod Jej opieką miała dosyć sił do odparcia tylu pokus i zasadzek czyhających na nią w naszych czasach. A już tym, co do kościoła nie zaglądają, do spowiedzi boją się przyjść, z praktyk religijnych szydzą, z prawd wiary się śmieją, zagrzęźli w błoto moralne albo poza Kościołem w herezji przebywają – o tym, to już koniecznie medalik Niepokalanej ofiarować i prosić, by zechcieli go nosić, a tymczasem gorąco Niepokalaną błagać o ich nawrócenie. Wielu nawet wtedy radę znajduje, gdy kto nie chce w żaden sposób przyjąć medalika. Ot po prostu wszywają go po kryjomu do ubrania i modlą się, a Niepokalana prędzej czy później okazuje, co potrafi... Dużo jest zła na świecie, ale pamiętajmy, że Niepokalana potężniejsza i Ona zetrze głowę węża piekielnego.

Innym razem święty Maksymilian powiedział:

Kogo diabeł chce uwieść, temu nasamprzód, pod jakimkolwiek pozorem, stara się odebrać Cudowny Medalik, to okazuje doświadczenie. Nie dajmy się oszukać szatanowi.

## Sanktuaria
W Zakopanem-Olczy znajduje się Sanktuarium NMP Niepokalanej Objawiającej Cudowny Medalik, w którym posługę duszpasterską sprawują Księża Misjonarze św. Wincentego a Paulo.